# زبون ثري (حاسوب)

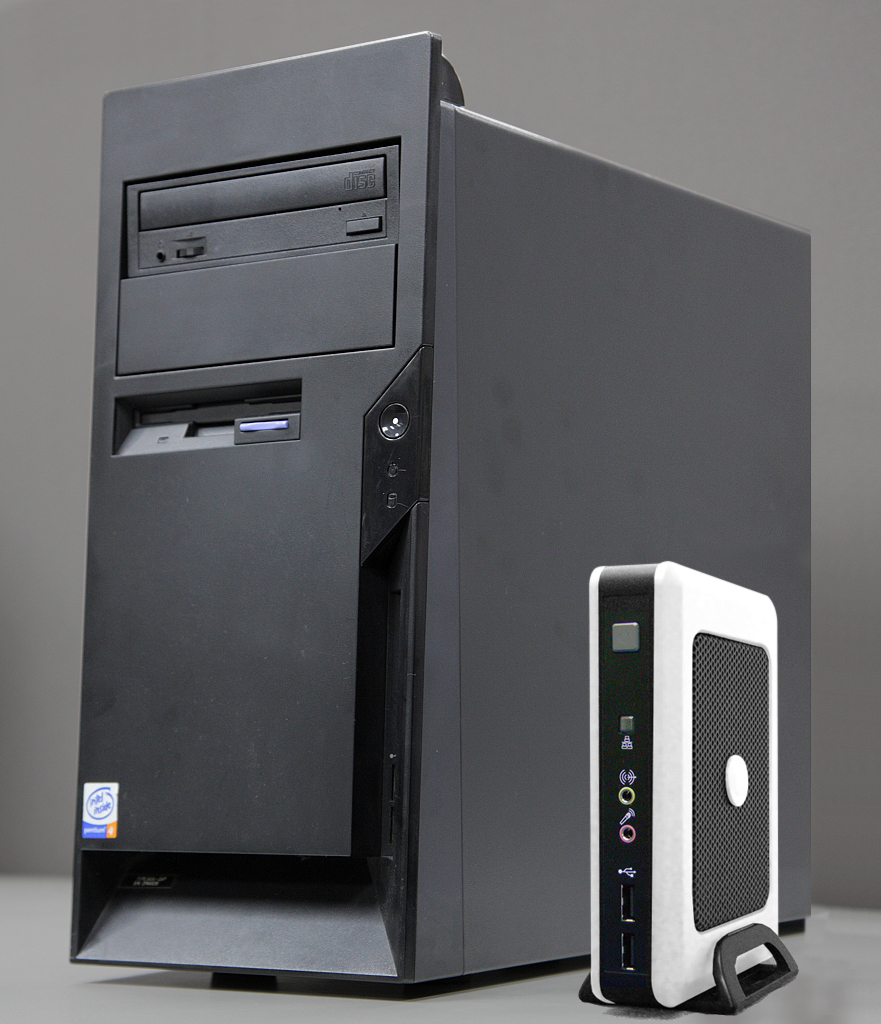

زبون ثري (بالإنجليزية: Rich Client أو Fat Client)‏ هو حاسوب مستخدم (زبون) غني بالتوابع ذاتية الاعتماد أي لا تعتمد على الخادم ويقابله زبون نحيف (حاسوب) والذي يعتمد بشدة على الخادم بكل عملياته.